# Хосе-Клементе-Пас (муниципалитет)
Муниципалитет Хосе-Клементе-Пас  (исп. Partido de José C. Paz) — муниципалитет в Аргентине в составе провинции Буэнос-Айрес.
Территория — 50 км². Население — 265 981 человек. Плотность населения — 5320,00 чел./км².
Административный центр — Хосе-Клементе-Пас.

## География
Департамент расположен на северо-востоке провинции Буэнос-Айрес.
Департамент граничит:
- на северо-западе — c муниципалитетом Пилар
- на северо-востоке — с муниципалитетом Мальвинас-Аргентинас
- на юго-востоке — с муниципалитетом Сан-Мигель
- на юго-западе — с муниципалитетом Морено

## Важнейшие населенные пункты[2]
| № | Населённый пункт  | Населённый пункт (исп.) | Категория | Население чел. (2010) | На карте                        |
| - | ----------------- | ----------------------- | --------- | --------------------- | ------------------------------- |
| 1 | Хосе-Клементе-Пас | José C. Paz             | город     | 265981                | 34°30′46″ ю. ш. 58°46′35″ з. д. |